# 克朗普
克朗普（法語：Cremps）是法国洛特省的一个市镇，属于卡奥尔区（Cahors）拉尔邦屈埃县（Lalbenque）。该市镇总面积19.66平方公里，2009年时的人口为324人。

## 人口
克朗普人口变化图示